# チャンピオンRED いちご
『チャンピオンRED いちご』（チャンピオンレッド いちご）は、秋田書店の漫画雑誌『チャンピオンRED』の増刊。2006年12月26日発刊、2007年6月5日発売のVOL.2より隔月刊発行化、偶数月5日発売。

## 概要
萌え路線を意識した内容となっており、創刊時のキャッチフレーズは雑誌名の「いちご」に「15（いちご）歳以下」の意味を掛けて「オール読みきり・オールヒロイン15歳以下」としていたが、2008年以降は「オール読みきり・フレッシュ美少女満載」へ変更されている。
掲載作品は「全作品読みきり」を謳っており、どれも基本的に1話完結の構成だが、大半は実質連載扱いになっている。また、人気作品の場合は『チャンピオンRED』本誌へ移籍して連載されることがある。
表紙はVOL.1から全て駒都えーじが担当しているが、VOL.3のみ七瀬葵との合作になっている。また、前述の「オールヒロイン15歳以下」といった年齢設定が外れるに伴い、それまで年齢設定の問題もあり美少女コミック誌的な萌え描写が中心であったものが、一般青年誌並みのベッドシーンを含む作品も掲載するようになる。2010年には、宮城県で青少年保護育成条例に基づく有害図書に指定された。
2014年8月5日発売のVOL.45をもって休刊。一部連載は同年10月21日開設のチャンピオンクロスに引き継がれた。

## 休刊時の主な掲載作品
- アッパーガールズ!（そりむらようじ）
- えくすぷろ～ど∞（原作：中山文十郎・漫画：星野円）
- おくさまはヴァンパイア（ボウイナイフ）
- おんなのこスイッチ（夏目文花）
- 神さまの怨結び （守月史貴）
- グリザイアの果実 -サンクチュアリ フェローズ-（原作：フロントウイング・脚本：鳴海瑛二・漫画：廣瀬周）
- ※生徒会がおいしくいただきました。（kashmir）
- 聖闘士星矢EPISODE.G アサシン（原作：車田正美・漫画：岡田芽武）
- 大日本サムライガール（原作：至道流星・漫画：佐藤健悦）
- ぽかぽかばんぱいあ（しまだわかば）
- 僕の女神さま（コバヤシテツヤ）
- ポコと田舎でいっしょ!（D.P）
- ゆけっ!! 悪の組織ダークドリーム!!（KAKERU）
- ゆりめくる日々（海月れおな） - 「チャンピオンRED」と並行連載
- れすきゅーME!（巻田佳春）

## 連載終了作品
- AIKa R-16（原作：スタジオ・ファンタジア・作画：藤島真ノ介）
- アイドルプリテンダー（晴瀬ひろき）
- あきそら（糸杉柾宏）
- アクロウム・エチュード Canvas4（原作：定池真実・作画：宇佐美渉）
- Eのシカク（ザンクロー）
- いちごいちえ（むっく）
- VITAセクスアリス（原作：樋口達人+吉野弘幸・作画：佐藤健悦・メカデザイン&キャラクター原案：駒都えーじ）
- えぬぴし（カイシンシ）
- えんじがかり（三浦靖冬）
- 鳳姉妹のヒミツ（オダワラハコネ）
- おかわりナポリタン（井上行広）
- 奥サマは小学生（松山せいじ）
- おしおきワンだふる（水兵きき）
- おっパ!!（仏さんじょ）
- おとまりHONEY（みづきたけひと）
- 開花のススメ（原案：山口貴由・漫画：苺野しずく）
- カガクなヤツら（吉川英朗）
- 彼女はUXO（kashmir）
- ガレキに華を（青本もあ）
- キミキス-スウィートリップス-（原作：エンターブレイン・作画：糸杉柾宏）
- キューティーハニー対デビルマンレディー（永井豪&ダイナミックプロ）
- Canvas3（原作：雨野智晴、漫画：宇佐美渉）
- キル♥アニ（かわのゆうすけ）
- クリミナルガールズ（EBA）
- 鉄のラインバレル番外編天才美少女科学者レイチェルちゃん♥（清水栄一×下口智裕）
- 黒姫士（くろきし）アイアンドレス（ザンクロー）
- くろくろ 〜Black Chronicle〜（らっこ）
- 厳守! きまり学園（仏さんじょ）
- 剣と魔法と学園モノ。（原作：アクワイア、監修：ゼロディブ、漫画：キシリトヲル）
- このはな（松本ドリル研究所） - さくらハーツへ移籍
- こんなエルフに用はない!（tenkla）
- サイコドライバー寝夢（ボウイナイフ）
- さめだ小判の華麗なる生活（さめだ小判）
- シキュウがセイシする日!（田中杜芝）
- 下町宇宙日和（蒼一郎）
- しゃーまんず・さんくちゅあり（原作：アリスソフト・作画：こいでたく）
- 純情ハレンチキッズ（牛乳リンダ）
- 水月 〜久遠の契り〜（原作：水月2制作委員会・漫画：火事屋）
- SWEET SISTER（しぐにゃん）
- すたどる!（原作：abelia・コンテ：速野悠二・漫画：YUKIRIN）
- せいせら（海月れおな）
- セーラー服と重戦車（野上武志） - 「チャンピオンRED」に移籍
- ちょっきんぱにっく（やぎさわ景一）
- 天使のKATTE（水兵きき）
- 同人はっけん伝（堂高しげる）
- ないしょの乙女リボルバー（天瀬晴之）
- にゃっと!（しぐにゃん）
- 猫神やおよろず（FLIPFLOPs）
- ネト嫁VS7人のくノ一軍団（EBA）
- バケカノ（井上行広）
- バナナは姉に入りますか?（まりお金田）
- VANITAS（Cuvie）
- Pia☆キャロットへようこそ!! G.P.（原作：FC-G / G.P. 製作委員会・脚本：みささぎらん・作画：宇佐美渉）
- Pia☆キャロットへようこそ!!4（稲村竜一×宇佐美渉）
- ひょうい☆ドン!（たかやKi）
- プラトニックインベイド〜恋の侵略者〜（炭山文平） - 第4話より「別冊ヤングマガジン」より移籍
- MAEBARI美少女決戦!イマジネ・バナー（瀬菜モナコ）
- 魔界天使ジブリール（原作：フロントウイング・作画：蒼一郎）
- みこドキッ!（望月奈々）
- メイドいんジャパン（おりもとみまな）
- メグミのミルク（井上行広）
- 山の学校はOH!バケバケ（そらのきのこ）
- ヤン病んやん♥（大橋薫）
- ヨメイロちょいす（tenkla） - 「チャンピオンRED」に移籍
- ラブユメ♥みっくす（カイシンシ）